# Cupio dissolvi
Cupio dissolvi est une locution latine issue de la traduction donnée dans la Vulgate de l'Épître aux Philippiens de Paul, et signifiant littéralement « J'ai le désir de me dissoudre ».

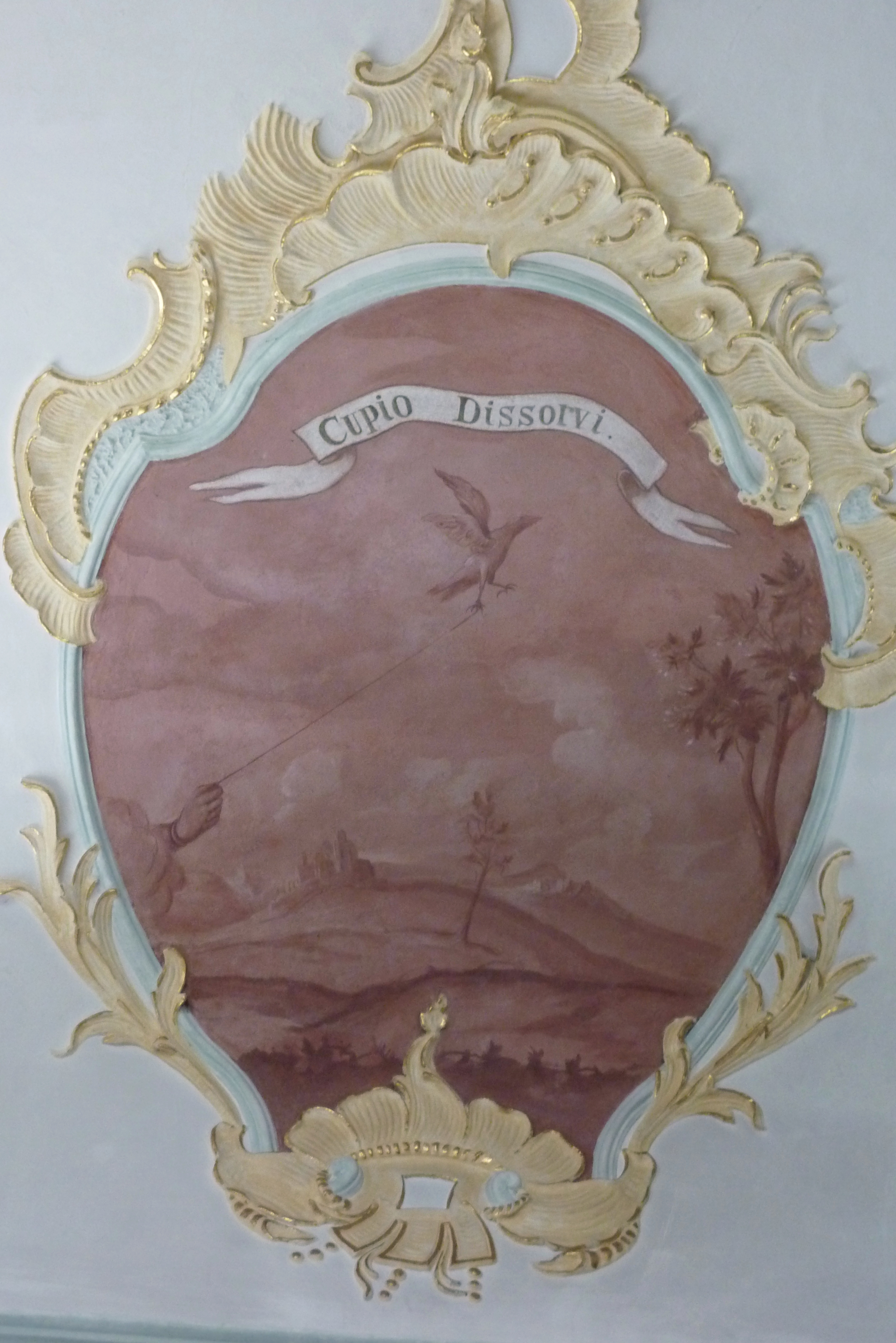
L'inscription Cupio dissolvi, Höchstädt an der Donau, v. 1756.

Cette locution exprime le désir mystique de Paul de quitter la vie sur Terre afin de rejoindre dans une communion d'Amour le Christ dans la vie éternelle. Il s'agit moins d'un désir de mourir que d'un désir de vivre pleinement. 
Cependant, elle joua un rôle important dès le Moyen Âge dans les débats sur le suicide. Aujourd'hui, cette expression a acquis a contrario un sens profane et désigne le rejet de l'existence ou le désir d'auto-destruction.